# A Budapest Honvéd FC 2012–2013-as szezonja
Ez a szócikk a Budapest Honvéd FC 2012–2013-as szezonjáról szól, mely sorozatban a 9., összességében pedig a 102. idénye a csapatnak a magyar első osztályban. A klub fennállásának ekkor volt a 103. évfordulója. A szezon 2012 júliusában kezdődött, és 2013 júniusában ért véget. A csapat a hazai kiírások mellett az Európa-ligában is szerepelt.

## A szezon
A csapat új vezetőedzővel vágott neki az idénynek, az olasz Marco Rossi személyében. A Honvéd számára sikeresen indult az évad, hiszen két győzelemmel rajtolt a BFC Siófok és a Diósgyőri VTK ellen. A nagy riválisok közül legyőzte a Videoton FC-t és a Ferencvárosi TC-t, mely azt eredményezte, hogy egy ideig vezették a bajnoki tabellát, de utána visszaesés következett és végül az ötödik helyen zártak az őszi szezonban.
A nemzeti kupákban nem remekeltek, de igazi kupaspecialistaként bejutottak a negyeddöntőkbe. A magyar labdarúgókupa negyeddöntőben a Győri ETO FC (0-1 és 0-2), a ligakupa negyeddöntőben a Pécsi Mecsek FC (2-3 és 3-3) állította meg őket.
A bajnokság tavaszi szezonjában nagy küzdelemben, időnként meggyőző játékkal a riválisok előtt mindössze egypontos előnnyel szerezték meg a harmadik helyet. Ezzel a teljesítménnyel egymás után másodszorra is kivívták a Európa-ligában a szereplést.

## Játékoskeret
2012. augusztus 16-i állapot szerint.
| No. |     | Poszt | Játékos                    |
| --- | --- | ----- | -------------------------- |
| 2   | ROU | V     | Sergiu Ionuţ Moga          |
| 3   | SEN | V     | Souleymane Tandia          |
| 4   | SRB | V     | Aleksandar Ignjatović      |
| 5   | HUN | V     | Debreceni András           |
| 6   | FRA | KP    | Mamadou Diakité            |
| 7   | HUN | CS    | Vernes Richárd             |
| 8   | NGA | KP    | George Ikenne-King Patrick |
| 9   | HUN | CS    | Délczeg Gergely            |
| 11  | CRO | V     | Boris Bjelkanović          |
| 14  | ROM | V     | Sebastian Bogdan Remes     |
| 15  | MNE | V     | Marko Vidović              |
| 16  | HUN | KP    | Nagy Krisztián             |
| 17  | HUN | CS    | Erdélyi László             |
| 18  | LBR | CS    | Joel Toe                   |
| 19  | SEN | CS    | Ibrahima Iyane Thiam       |
| 20  | HUN | KP    | Ivancsics Gellért          |
| 22  | CIV | CS    | Souleymane Diaby           |

| No. |     | Poszt | Játékos            |
| --- | --- | ----- | ------------------ |
| 23  | SRB | CS    | Filip Kostić       |
| 24  | MLI | KP    | Drissa Diarra      |
| 25  | CRO | V     | Ivan Lovrić        |
| 26  | HUN | KP    | Hidi Patrik        |
| 27  | CMR | KP    | Hervé Tchami       |
| 29  | HUN | V     | Novák Alexisz      |
| 30  | HUN | KP    | Vécsei Bálint      |
| 31  | HUN | K     | Czuczi Márton      |
| 33  | SRB | V     | Boris Živanović    |
| 36  | HUN | V     | Baráth Botond      |
| 70  | HUN | CS    | Faggyas Milán      |
| 71  | HUN | K     | Kemenes Szabolcs   |
| 85  | SEN | KP    | Dieng Cheikh Abass |
| 90  | NGR | KP    | Marshal Johnson    |
| ##  | BRA | CS    | Renan Belotti      |
| ##  | SRB | CS    | Marko Rajić        |

## Átigazolások

### Átigazolások nyáron
| No. |     | Poszt | Játékos                                                           |
| --- | --- | ----- | ----------------------------------------------------------------- |
| 3   | SEN | V     | Souleymane Tandia (Villefranche)                                  |
| 4   | SRB | V     | Aleksandar Ignjatović (Borac Čačak)                               |
| 6   | FRA | KP    | Mamadou Diakité (ASC Ksar)                                        |
| 8   | NGA | KP    | George Ikenne-King Patrick (Flying Sports Academy)                |
| 18  | LBR | CS    | Joel Toe                                                          |
| 19  | SEN | CS    | Ibrahima Iyane Thiam (Roeselare)                                  |
| 23  | SRB | CS    | Filip Kostić (Radnički 1923)                                      |
| 24  | MLI | KP    | Drissa Diarra (AC Bellinzona)                                     |
| 33  | SRB | V     | Boris Živanović (Mačva Šabac)                                     |
| 85  | SEN | KP    | Dieng Cheikh Abass (Sông Lam Nghệ An, lejárt a kölcsönszerződése) |
| ##  | BRA | CS    | Renan Belotti (Capivariano)                                       |
| ##  | SRB | CS    | Marko Rajić (Mladenovac)                                          |
| ##  | HUN | CS    | Vólent Roland (Soproni VSE, lejárt a kölcsönszerződése)           |

| No. |     | Poszt | Játékos                                                           |
| --- | --- | ----- | ----------------------------------------------------------------- |
| 3   | SEN | V     | Souleymane Tandia (Villefranche)                                  |
| 4   | SRB | V     | Aleksandar Ignjatović (Borac Čačak)                               |
| 6   | FRA | KP    | Mamadou Diakité (ASC Ksar)                                        |
| 8   | NGA | KP    | George Ikenne-King Patrick (Flying Sports Academy)                |
| 18  | LBR | CS    | Joel Toe                                                          |
| 19  | SEN | CS    | Ibrahima Iyane Thiam (Roeselare)                                  |
| 23  | SRB | CS    | Filip Kostić (Radnički 1923)                                      |
| 24  | MLI | KP    | Drissa Diarra (AC Bellinzona)                                     |
| 33  | SRB | V     | Boris Živanović (Mačva Šabac)                                     |
| 85  | SEN | KP    | Dieng Cheikh Abass (Sông Lam Nghệ An, lejárt a kölcsönszerződése) |
| ##  | BRA | CS    | Renan Belotti (Capivariano)                                       |
| ##  | SRB | CS    | Marko Rajić (Mladenovac)                                          |
| ##  | HUN | CS    | Vólent Roland (Soproni VSE, lejárt a kölcsönszerződése)           |

| No. |     | Poszt | Játékos                                                           |
| --- | --- | ----- | ----------------------------------------------------------------- |
| 4   | CIV | KP    | Jean-Baptiste Akassou (Pécsi MFC)                                 |
| 6   | ROM | V     | Sorin Botis (Békéscsabai Előre)                                   |
| 8   | HUN | V     | Hajdú Norbert (Zalaegerszegi TE)                                  |
| 14  | BIH | CS    | Emir Hadžić (FK Sarajevo)                                         |
| 18  | MNE | CS    | Bojan Bozović (BFC Siófok, lejárt a kölcsönszerződése)            |
| 19  | BRA | CS    | Nicolas Ceolin (Győri ETO, lejárt a kölcsönszerződése)            |
| 21  | ARG | KP    | Matías Porcari                                                    |
| 23  | HUN | K     | Sánta András (Pécsi MFC)                                          |
| 24  | HUN | KP    | Horváth Adrián (Pécsi MFC)                                        |
| 32  | HUN | KP    | Czár Richárd (First Vienna, kölcsönbe)                            |
| 57  | CHI | CS    | Tomás Díaz Navarrete (Saint-Gilloise, lejárt a kölcsönszerződése) |
| 81  | HUN | KP    | Németh Norbert (Egri FC)                                          |

| No. |     | Poszt | Játékos                                                           |
| --- | --- | ----- | ----------------------------------------------------------------- |
| 4   | CIV | KP    | Jean-Baptiste Akassou (Pécsi MFC)                                 |
| 6   | ROM | V     | Sorin Botis (Békéscsabai Előre)                                   |
| 8   | HUN | V     | Hajdú Norbert (Zalaegerszegi TE)                                  |
| 14  | BIH | CS    | Emir Hadžić (FK Sarajevo)                                         |
| 18  | MNE | CS    | Bojan Bozović (BFC Siófok, lejárt a kölcsönszerződése)            |
| 19  | BRA | CS    | Nicolas Ceolin (Győri ETO, lejárt a kölcsönszerződése)            |
| 21  | ARG | KP    | Matías Porcari                                                    |
| 23  | HUN | K     | Sánta András (Pécsi MFC)                                          |
| 24  | HUN | KP    | Horváth Adrián (Pécsi MFC)                                        |
| 32  | HUN | KP    | Czár Richárd (First Vienna, kölcsönbe)                            |
| 57  | CHI | CS    | Tomás Díaz Navarrete (Saint-Gilloise, lejárt a kölcsönszerződése) |
| 81  | HUN | KP    | Németh Norbert (Egri FC)                                          |

## Statisztikák
Utolsó elszámolt mérkőzés dátuma: 2013. június 1.

### Mérkőzések
| Lejátszott mérkőzések száma        | 47 (30 OTP Bank Liga, 5 Magyar kupa, 8 Ligakupa, 4 Európa-liga)                           |
| Győzelmek száma                    | 23 (15 OTP Bank Liga, 3 Magyar kupa, 3 Ligakupa, 2 Európa-liga)                           |
| Döntetlenek száma                  | 10 (7 OTP Bank Liga, 0 Magyar kupa, 3 Ligakupa, 0 Európa-liga)                            |
| Vereségek száma                    | 14 (8 OTP Bank Liga, 2 Magyar kupa, 2 Ligakupa, 2 Európa-liga)                            |
| Szerzett gólok száma               | 81                                                                                        |
| Kapott gólok száma                 | 61                                                                                        |
| Gólkülönbség                       | +20                                                                                       |
| Sárga lapok                        | 113                                                                                       |
| Kiállítások                        | 12                                                                                        |
| Legtöbbet figyelmeztetett játékos  | Drissa Diarra (7 , 3 )                                                                    |
| Legnagyobb arányú győzelem         | Budapest Honvéd 4–0 Gyirmót (2012. 11. 13.), Budapest Honvéd 4–0 Diósgyőr (2012. 11. 21.) |
| Legnagyobb arányú vereség          | Budapest Honvéd 0–4 Anzsi Mahacskala (2012. 07. 26.),                                     |
| Legnagyobb arányú vereség          | Budapest Honvéd 0–4 Videoton (2013. 03. 03.)                                              |
| Legmagasabb hazai nézőszám         | 5 100 néző, Budapest Honvéd 0–4 Anzsi Mahacskala (2012. 07. 26.)                          |
| Legalacsonyabb hazai nézőszám      | 100 néző, Budapest Honvéd 4–0 Gyirmót (2012. 11. 13.)                                     |
| Legtöbbször pályára lépett játékos | Hidi Patrik (41 mérkőzés)                                                                 |
| Házi gólkirály                     | Vernes Richárd (14 )                                                                      |
| Pontok                             | 79/141 (56,03%)                                                                           |

### Kiírások
| Kiírás        | Statisztikák | Statisztikák | Statisztikák | Statisztikák | Statisztikák | Statisztikák | Kezdő forduló   | Végső forduló/ helyezés | Mérkőzések dátumai | Mérkőzések dátumai |
| Kiírás        | M            | GY           | D            | V            | LG–KG        | GK           | Kezdő forduló   | Végső forduló/ helyezés | Első               | Utolsó             |
| ------------- | ------------ | ------------ | ------------ | ------------ | ------------ | ------------ | --------------- | ----------------------- | ------------------ | ------------------ |
| OTP Bank Liga | 30           | 15           | 7            | 8            | 50–36        | +14          | —               |                         | 2012. 07. 29.      | 2013. 06. 01.      |
| Magyar kupa   | 5            | 3            | 0            | 2            | 10–5         | +5           | 3. forduló      | Negyeddöntő             | 2012. 10. 31.      | 2013. 02. 27.      |
| Ligakupa      | 8            | 3            | 3            | 2            | 18–15        | +3           | Csoportkör      | Negyeddöntő             | 2012. 09. 05.      | 2013. 03. 06.      |
| Európa-liga   | 4            | 2            | 0            | 2            | 3–5          | –2           | 1. selejtezőkör | 2. selejtezőkör         | 2012. 07. 05.      | 2012. 07. 26.      |

## OTP Bank Liga

### Mérkőzések
| 1. forduló 2012. július 29. 17:00 |

| BFC Siófok | 0 – 1               | Budapest Honvéd                                                   |
| ---------- | ------------------- | ----------------------------------------------------------------- |
| Gál 64'    | (0 – 0) Jegyzőkönyv | Ignjatović 78' Ivancsics 3' Vidović 17' Debreceni 39' Faggyas 86' |

| Révész Géza utca, Siófok Nézőszám: 1 200 Játékvezető: Szilasi Szabolcs (magyar) |

| 2. forduló 2012. augusztus 5. 18:30 |

| Budapest Honvéd                                             | 2 – 1               | Diósgyőr           |
| ----------------------------------------------------------- | ------------------- | ------------------ |
| Délczeg 17' Diaby 63' Johnson 30' Vidović 50' Faggyas 90+1' | (1 – 1) Jegyzőkönyv | Luque 34' Elek 75' |

| Bozsik József Stadion, Budapest Nézőszám: 3 000 Játékvezető: Andó-Szabó Sándor (magyar) |

| 3. forduló 2012. augusztus 12. 15:30 |

| Videoton                                                         | 0 – 1               | Budapest Honvéd                                                                          |
| ---------------------------------------------------------------- | ------------------- | ---------------------------------------------------------------------------------------- |
| Mitrović 20' Haraszti 38' Caneira 42' Kovács 62' Renato Neto 69' | (0 – 1) Jegyzőkönyv | Živanović 11' Diaby 20' Ignjatović 30' Lovrić 76' Faggyas 79' Kemenes 90+2′ Baráth 90+4' |

| Sóstói Stadion, Székesfehérvár Nézőszám: 3 520 Játékvezető: Szabó Zsolt (magyar) |

| 4. forduló 2012. augusztus 19. 16:30 |

| Budapest Honvéd                              | 3 – 3               | Paksi FC                                   |
| -------------------------------------------- | ------------------- | ------------------------------------------ |
| Živanović 16' 74' Vernes 62' Délczeg 66' 34' | (1 – 3) Jegyzőkönyv | Kiss 8' Simon 34' Sipeki 45' 61' Fiola 54' |

| Bozsik József Stadion, Budapest Nézőszám: 2 000 Játékvezető: Solymosi Péter (magyar) |

| 5. forduló 2012. augusztus 25. 16:15 |

| Ferencváros        | 0 – 2               | Budapest Honvéd                                                          |
| ------------------ | ------------------- | ------------------------------------------------------------------------ |
| Grúz 19' Klein 38′ | (0 – 1) Jegyzőkönyv | Tchami 44' 44' Délczeg 90+2' 55' Baráth 11' Ignjatović 49' Živanović 51' |

| Albert Flórián Stadion, Budapest Nézőszám: 4 500 Játékvezető: Andó-Szabó Sándor (magyar) |

| 6. forduló 2012. augusztus 31. 19:00 |

| Budapest Honvéd                                | 1 – 2               | MTK Budapest                      |
| ---------------------------------------------- | ------------------- | --------------------------------- |
| Diaby 89' Johnson 27' Debreceni 55' Lovrić 82' | (0 – 1) Jegyzőkönyv | Kanta 41' 56' (11-esből) Nagy 35' |

| Bozsik József Stadion, Budapest Nézőszám: 2 000 Játékvezető: Radványi Ádám (magyar) |

| 7. forduló 2012. szeptember 16. 18:30 |

| Debreceni VSC                        | 4 – 1               | Budapest Honvéd                        |
| ------------------------------------ | ------------------- | -------------------------------------- |
| Sidibe 5' 64' Coulibaly 8' Szűcs 53' | (2 – 1) Jegyzőkönyv | Vernes 21' Baráth 49' Ignjatović 90+1' |

| Oláh Gábor utca, Debrecen Nézőszám: 5 500 Játékvezető: Bognár Tamás (magyar) |

| 8. forduló 2012. szeptember 22. 16:00 |

| Budapest Honvéd                                                                    | 5 – 3               | Kaposvári Rákóczi                                  |
| ---------------------------------------------------------------------------------- | ------------------- | -------------------------------------------------- |
| Diarra 20' Johnson 30' Délczeg 33' Ivancsics 44' Vécsei 65' Lovrić 61' Diaby 90+2' | (4 – 1) Jegyzőkönyv | Zámbó 40' 27' Balázs 75' Jammeh 86' Petrazzi 90+2' |

| Bozsik József Stadion, Budapest Nézőszám: 2 000 Játékvezető: Iványi Zoltán (magyar) |

| 9. forduló 2012. szeptember 29. 14:00 |

| Kecskeméti TE             | 2 – 1               | Budapest Honvéd                          |
| ------------------------- | ------------------- | ---------------------------------------- |
| Litsingi 3' 30' Koszó 73' | (2 – 1) Jegyzőkönyv | Délczeg 28' 80' Vécsei 7' Ignjatović 13' |

| Széktói Stadion, Kecskemét Nézőszám: 2 000 Játékvezető: Veizer Roland (magyar) |

| 10. forduló 2012. október 5. 17:00 |

| Budapest Honvéd     | 0 – 1               | Pécsi MFC                             |
| ------------------- | ------------------- | ------------------------------------- |
| Hidi 36' Baráth 54′ | (0 – 1) Jegyzőkönyv | Okoronkwo 9' 65' Krejci 60' Uzoma 74' |

| Bozsik József Stadion, Budapest Nézőszám: 1 500 Játékvezető: Oláh Gábor (magyar) |

| 11. forduló 2012. október 20. 14:00 |

| Lombard Pápa                                 | 2 – 1               | Budapest Honvéd                    |
| -------------------------------------------- | ------------------- | ---------------------------------- |
| Marić 42' 89' (11-esből) Seye 66' Maróti 76' | (1 – 1) Jegyzőkönyv | Diaby 32' Lovrić 80' Živanović 88' |

| Perutz Stadion, Pápa Nézőszám: 1 600 Játékvezető: Böcskei Balázs (magyar) |

| 12. forduló 2012. október 27. 14:00 |

| Budapest Honvéd                                                                        | 2 – 2               | Újpest                                       |
| -------------------------------------------------------------------------------------- | ------------------- | -------------------------------------------- |
| Délczeg 8' (11-esből) Abass 65' Tandia 44' Vécsei 63' Ikenne 77' Diarra 84′ Hidi 90+1' | (1 – 1) Jegyzőkönyv | Kabát 45' Zaris 73' Antón 79' Vasiljević 86' |

| Bozsik József Stadion, Budapest Nézőszám: 4 000 Játékvezető: Fábián Mihály (magyar) |

| 13. forduló 2012. november 4. 18:30 |

| Győri ETO            | 0 – 0               | Budapest Honvéd                   |
| -------------------- | ------------------- | --------------------------------- |
| Takács 64' Varga 78' | (0 – 0) Jegyzőkönyv | Ivancsics 39' Hidi 63' Lovrić 84' |

| ETO Park, Győr Nézőszám: 5 000 Játékvezető: Vad II. István (magyar) |

| 14. forduló 2012. november 10. 16:00 |

| Egri FC                         | 1 – 3               | Budapest Honvéd                                                                        |
| ------------------------------- | ------------------- | -------------------------------------------------------------------------------------- |
| Németh 27' Balog 39' Knakal 42′ | (1 – 1) Jegyzőkönyv | Délczeg 43' (11-esből) Baráth 54' Vernes 82' Moga 34' Ikenne 51' Tandia 60' Baráth 73' |

| Illovszky Rudolf Stadion, Budapest Nézőszám: 400 Játékvezető: Berke Balázs (magyar) |

| 15. forduló 2012. november 18. 18:30 |

| Budapest Honvéd                          | 1 – 1               | Haladás                                   |
| ---------------------------------------- | ------------------- | ----------------------------------------- |
| Vécsei 51' Hidi 49' Diaby 70' Vernes 83' | (0 – 0) Jegyzőkönyv | Ugrai 66' Nagy 37' Búrány 57' Guzmics 79′ |

| Bozsik József Stadion, Budapest Nézőszám: 1 000 Játékvezető: Becséri Dániel (magyar) |

| 16. forduló 2012. november 24. 18:30 |

| Budapest Honvéd                                   | 2 – 0               | BFC Siófok                    |
| ------------------------------------------------- | ------------------- | ----------------------------- |
| Diaby 68' Délczeg 90+2' (11-esből) 36' Diarra 87' | (0 – 0) Jegyzőkönyv | Dajić 60' Pál 80' Fejes 90+1' |

| Bozsik József Stadion, Budapest Nézőszám: 1 500 Játékvezető: Böcskei Balázs (magyar) |

| 17. forduló 2012. december 1. 18:30 |

| Diósgyőr                                             | 3 – 1               | Budapest Honvéd                                                                   |
| ---------------------------------------------------- | ------------------- | --------------------------------------------------------------------------------- |
| Jeff Silva 2' Gohér 82' 82' Bacsa 90+3' Gallardo 89' | (1 – 0) Jegyzőkönyv | Délczeg 82' (11-esből) Vécsei 13' Diarra 60' Ignjatović 64' Baráth 71′ Tandia 79′ |

| DVTK-stadion, Miskolc Nézőszám: 6 000 Játékvezető: Vad II. István (magyar) |

| 18. forduló 2013. március 3. 18:30 |

| Budapest Honvéd                   | 0 – 4               | Videoton                                                     |
| --------------------------------- | ------------------- | ------------------------------------------------------------ |
| Alcibiade 31' Hidi 44' Vernes 64' | (0 – 3) Jegyzőkönyv | Mitrović 25' 75' Oliveira 31' Kovács 35' Tóth 61' Brachi 77' |

| Bozsik József Stadion, Budapest Nézőszám: 2 000 Játékvezető: Andó-Szabó Sándor (magyar) |

| 19. forduló 2013. március 8. 17:00 |

| Paksi FC                       | 0 – 3               | Budapest Honvéd                                                     |
| ------------------------------ | ------------------- | ------------------------------------------------------------------- |
| Bartha 23' Lázok 60' Fiola 74' | (0 – 3) Jegyzőkönyv | Vécsei 4' 12' 73' Vernes 35' Živanović 66' Lanzafame 68' Ikenne 87' |

| Fehérvári úti stadion, Paks Nézőszám: 1 500 Játékvezető: Iványi Zoltán (magyar) |

| 20. forduló 2013. április 16. 20:30 |

| Budapest Honvéd                                            | 1 – 0               | Ferencváros |
| ---------------------------------------------------------- | ------------------- | ----------- |
| Tchami 66' Martínez 9' Lovrić 53' Diarra 63' Lanzafame 72' | (0 – 0) Jegyzőkönyv |             |

| Bozsik József Stadion, Budapest Nézőszám: 4 500 Játékvezető: Iványi Zoltán (magyar) |

- Elhalasztott mérkőzés.

| 21. forduló 2013. március 30. 14:00 |

| MTK Budapest                      | 1 – 0               | Budapest Honvéd            |
| --------------------------------- | ------------------- | -------------------------- |
| Pölöskei 47' Zsidai 8' Vukmir 51' | (0 – 0) Jegyzőkönyv | Lanzafame 6' Alcibiade 13' |

| Hidegkuti Nándor Stadion, Budapest Nézőszám: 1 500 Játékvezető: Szabó Zsolt (magyar) |

| 22. forduló 2013. április 7. 16:30 |

| Budapest Honvéd                                                | 2 – 2               | Debreceni VSC                                                      |
| -------------------------------------------------------------- | ------------------- | ------------------------------------------------------------------ |
| Nagy 5' Martínez 76' (11-esből) 68' Živanović 84' Vécsei 90+3' | (1 – 2) Jegyzőkönyv | Pölöskey 34' 46' Ignjatović 44' (öngól) Bódi 31' Máté 39' Nagy 75′ |

| Bozsik József Stadion, Budapest Nézőszám: 1 000 Játékvezető: Farkas Ádám (magyar) |

| 23. forduló 2013. április 12. 17:00 |

| Kaposvári Rákóczi      | 1 – 2               | Budapest Honvéd                                                          |
| ---------------------- | ------------------- | ------------------------------------------------------------------------ |
| Waltner 14' Kovács 66' | (1 – 0) Jegyzőkönyv | Tchami 60' (11-esből) Lanzafame 67' Ignjatović 31' Baráth 44' Tandia 72' |

| Rákóczi Stadion, Kaposvár Nézőszám: 2 000 Játékvezető: Berger József (magyar) |

| 24. forduló 2013. április 20. 14:00 |

| Budapest Honvéd | 0 – 0               | Kecskeméti TE                       |
| --------------- | ------------------- | ----------------------------------- |
| Lanzafame 74'   | (0 – 0) Jegyzőkönyv | Forró 46' Yannick 85' Mogyorósi 88' |

| Bozsik József Stadion, Budapest Nézőszám: 1 500 Játékvezető: Oláh Gábor (magyar) |

| 25. forduló 2013. április 28. 18:30 |

| Pécsi MFC | 0 – 3               | Budapest Honvéd                                                         |
| --------- | ------------------- | ----------------------------------------------------------------------- |
| Lázár 31' | (0 – 1) Jegyzőkönyv | Lanzafame 20' 51′ Martínez 52' (11-esből) 56' 51' Tandia 25' Vécsei 77' |

| PMFC Stadion, Pécs Nézőszám: 2 460 Játékvezető: Solymosi Péter (magyar) |

| 26. forduló 2013. május 4. 16:00 |

| Budapest Honvéd                            | 2 – 0               | Lombard Pápa                                                 |
| ------------------------------------------ | ------------------- | ------------------------------------------------------------ |
| Délczeg 45' (11-esből) Nagy 81' Lovrić 90' | (1 – 0) Jegyzőkönyv | Tóth G. 12' Németh 42' Orozco 66' Rodenbücher 76' Maróti 85' |

| Bozsik József Stadion, Budapest Nézőszám: 1 000 Játékvezető: Erdős József (magyar) |

| 27. forduló 2013. május 11. 18:30 |

| Újpest                                                                 | 2 – 4               | Budapest Honvéd                                             |
| ---------------------------------------------------------------------- | ------------------- | ----------------------------------------------------------- |
| Christ 86' 27' Remili 90+2' Antón 34' Simon 51' Balogh 76' Szélesi 87' | (0 – 2) Jegyzőkönyv | Martínez 8' 52' 69' Lovrić 19' 76' Tandia 22' Živanović 74' |

| Szusza Ferenc Stadion, Budapest Nézőszám: 4 152 Játékvezető: Szabó Zsolt (magyar) |

| 28. forduló 2013. május 19. 18:30 |

| Budapest Honvéd                              | 2 – 0               | Győri ETO                                        |
| -------------------------------------------- | ------------------- | ------------------------------------------------ |
| Hidi 62' Lanzafame 82' Vécsei 15' Ikenne 40' | (0 – 0) Jegyzőkönyv | Nicorec 8' Kink 52′ Kvilitaia 70′ Kronaveter 80' |

| Bozsik József Stadion, Budapest Nézőszám: 1 500 Játékvezető: Andó-Szabó Sándor (magyar) |

| 29. forduló 2013. május 25. 16:00 |

| Budapest Honvéd                                                | 3 – 0               | Egri FC                                        |
| -------------------------------------------------------------- | ------------------- | ---------------------------------------------- |
| Lanzafame 22' 73' (11-esből) Nagy 76' Ignjatović 17' Diaby 42' | (1 – 0) Jegyzőkönyv | Mecinović 13' Farkas 34' Kasza 43' Sztankó 70′ |

| Bozsik József Stadion, Budapest Nézőszám: 1 500 Játékvezető: Becséri Dániel (magyar) |

| 30. forduló 2013. június 1. 16:00 |

| Haladás               | 1 – 1               | Budapest Honvéd                       |
| --------------------- | ------------------- | ------------------------------------- |
| Simon 30' Andorka 78' | (1 – 1) Jegyzőkönyv | Vernes 15' Živanović 23' Diarra 90+1' |

| Rohonci út, Szombathely Nézőszám: 2 610 Játékvezető: Fábián Mihály (magyar) |

### A végeredmény
| #   | Csapat                | M  | GY | D  | V  | G+ – G– | GK  | P  | Megjegyzések                                   |
| --- | --------------------- | -- | -- | -- | -- | ------- | --- | -- | ---------------------------------------------- |
| 1.  | Győri ETO (B)         | 30 | 19 | 7  | 4  | 57–33   | +24 | 64 | 2013–2014-es Bajnokok Ligája – 2. selejtezőkör |
| 2.  | Videoton (I)          | 30 | 16 | 6  | 8  | 52–24   | +28 | 54 | 2013–2014-es Európa-liga – 1. selejtezőkör     |
| 3.  | Budapest Honvéd (I)   | 30 | 15 | 7  | 8  | 50–36   | +14 | 52 | 2013–2014-es Európa-liga – 1. selejtezőkör     |
| 4.  | MTK BudapestÚ         | 30 | 15 | 6  | 9  | 43–30   | +13 | 51 |                                                |
| 5.  | Ferencváros           | 30 | 13 | 10 | 7  | 51–36   | +15 | 49 |                                                |
| 6.  | Debreceni VSCCV (KGY) | 30 | 14 | 4  | 12 | 47–36   | +11 | 46 | 2013–2014-es Európa-liga – 2. selejtezőkör1    |
| 7.  | Kecskeméti TE         | 30 | 12 | 8  | 10 | 42–42   | 0   | 44 |                                                |
| 8.  | Haladás               | 30 | 11 | 11 | 8  | 36–27   | +9  | 44 |                                                |
| 9.  | Újpest                | 30 | 11 | 8  | 11 | 40–42   | −2  | 41 |                                                |
| 10. | Diósgyőr              | 30 | 9  | 11 | 10 | 31–39   | −8  | 38 |                                                |
| 11. | Kaposvári Rákóczi     | 30 | 10 | 7  | 13 | 35–38   | −3  | 37 |                                                |
| 12. | Pécsi MFC             | 30 | 10 | 7  | 13 | 33–44   | −11 | 37 |                                                |
| 13. | Paksi FC              | 30 | 8  | 11 | 11 | 40–38   | +2  | 35 |                                                |
| 14. | Lombard Pápa          | 30 | 7  | 7  | 16 | 26–46   | −20 | 28 |                                                |
| 15. | BFC Siófok (K)        | 30 | 7  | 4  | 19 | 31–61   | −30 | 25 | NB II                                          |
| 16. | Egri FCÚ (K)          | 30 | 3  | 6  | 21 | 25–67   | −42 | 15 | NB II                                          |

Forrás: MLSZ adatbank 
A rangsorolás alapszabályai: 1. összpontszám, 2. győzelmek száma, 3. gólkülönbség, 4. szerzett gólok száma, 5. egymás elleni eredmények összpontszáma,  6. egymás elleni eredmények gólkülönbsége, 7. egymás elleni eredmények szerzett góljainak száma, 8. egymás elleni eredmények idegenben szerzett góljainak száma.
1 A Debreceni VSC a 2013–14-es Európa-liga 2. selejtezőkörében indulhat, kupagyőztesként.
(B): Bajnokcsapat, (K): Kieső csapat, (F): Feljutó csapat, (I): Kupainduló, (R): A rájátszás győztese, (KGY): Kupagyőztes

### Eredmények összesítése
Az alábbi táblázatban összesítve szerepelnek a Budapest Honvéd FC 2012/13-as bajnokságban elért eredményei.
| Ősz/tavasz (forduló)    | Otthon | Otthon | Otthon | Otthon | Otthon | Otthon | Otthon | Idegenben | Idegenben | Idegenben | Idegenben | Idegenben | Idegenben | Idegenben |
| Ősz/tavasz (forduló)    | M      | GY     | D      | V      | LG–KG  | GK     | P      | M         | GY        | D         | V         | LG–KG     | GK        | P         |
| ----------------------- | ------ | ------ | ------ | ------ | ------ | ------ | ------ | --------- | --------- | --------- | --------- | --------- | --------- | --------- |
| Őszi szezon (1–17.)     | 8      | 3      | 3      | 2      | 16–13  | +3     | 12     | 9         | 4         | 1         | 4         | 11–12     | –1        | 13        |
| Tavaszi szezon (18–30.) | 7      | 4      | 2      | 1      | 10–6   | +4     | 14     | 6         | 4         | 1         | 1         | 13–5      | +8        | 13        |
| Összesen (1–30.)        | 15     | 7      | 5      | 3      | 26–19  | +7     | 26     | 15        | 8         | 2         | 5         | 24–17     | +7        | 26        |

### Helyezések fordulónként
| Forduló  | 1  | 2  | 3  | 4 | 5  | 6 | 7 | 8  | 9 | 10 | 11 | 12 | 13 | 14 | 15 | 16 | 17 | 18 | 19 | 20 | 21 | 22 | 23 | 24 | 25 | 26 | 27 | 28 | 29 | 30 |
| -------- | -- | -- | -- | - | -- | - | - | -- | - | -- | -- | -- | -- | -- | -- | -- | -- | -- | -- | -- | -- | -- | -- | -- | -- | -- | -- | -- | -- | -- |
| Helyszín | I  | O  | I  | O | I  | O | I | O  | I | O  | I  | O  | I  | I  | O  | O  | I  | O  | I  | O  | I  | O  | I  | O  | I  | O  | I  | O  | O  | I  |
| Eredmény | GY | GY | GY | D | GY | V | V | GY | V | V  | V  | D  | D  | GY | D  | GY | V  | V  | GY | GY | V  | D  | GY | D  | GY | GY | GY | GY | GY | D  |
| Helyezés | 6  | 1  | 1  | 1 | 1  | 4 | 5 | 4  | 4 | 5  | 6  | 6  | 5  | 5  | 5  | 5  | 5  | 8  | 6  | 5  | 6  | 7  | 6  | 6  | 5  | 4  | 4  | 4  | 3  | 3  |

Helyszín: O = Otthon; I = Idegenben. Eredmény: GY = Győzelem; D = Döntetlen; V = Vereség.

## Magyar kupa
3. forduló
| 2012. október 31. 12:30 |

| Pécsi VSK (Megye I)    | 1 – 4               | Budapest Honvéd                          |
| ---------------------- | ------------------- | ---------------------------------------- |
| Cvenits 47' (11-esből) | (0 – 1) Jegyzőkönyv | Tandia 9' Vernes 53' Nagy 72' Diarra 79' |

| PVSK Stadion, Pécs Nézőszám: 700 Játékvezető: Kiss Norbert (magyar) |

Továbbjutott a Budapest Honvéd, 4–1-es összesítéssel.
Nyolcaddöntő
| 2012. november 21. 18:00 |

| Budapest Honvéd                                         | 4 – 0               | Diósgyőr                                       |
| ------------------------------------------------------- | ------------------- | ---------------------------------------------- |
| Ignjatović 67' Baráth 83' Vernes 88' 90+2' 85' Hidi 81' | (0 – 0) Jegyzőkönyv | Vági 59' Takács 66' Tisza 68' Jeff Silva 90+2′ |

| Bozsik József Stadion, Budapest Nézőszám: 500 Játékvezető: Takács János (magyar) |

| 2012. november 28. 18:00 |

| Diósgyőr                 | 1 – 2               | Budapest Honvéd                              |
| ------------------------ | ------------------- | -------------------------------------------- |
| Tisza 45' Abdouraman 75' | (1 – 1) Jegyzőkönyv | Faggyas 18' Vernes 54' Vécsei 7' Vidović 82' |

| DVTK-stadion, Miskolc Nézőszám: 1 000 Játékvezető: Szőts Gergely (magyar) |

Továbbjutott a Budapest Honvéd, 6–1-es összesítéssel.
Negyeddöntő
| 2013. február 23. 14:00 |

| Budapest Honvéd        | 0 – 1               | Győri ETO                                                |
| ---------------------- | ------------------- | -------------------------------------------------------- |
| Vécsei 79′ Kemenes 88' | (0 – 0) Jegyzőkönyv | Kink 80' (11-esből) Kamber 51' Völgyi 55' Kronaveter 88' |

| Bozsik József Stadion, Budapest Nézőszám: 500 Játékvezető: Farkas Ádám (magyar) |

| 2013. február 27. 18:00 |

| Győri ETO                                            | 2 – 0               | Budapest Honvéd                                                             |
| ---------------------------------------------------- | ------------------- | --------------------------------------------------------------------------- |
| Völgyi 71' Kamber 76' Pátkai 15' Lipták 26' Švec 88' | (0 – 0) Jegyzőkönyv | Baráth 31' Alcibiade 42' Ikenne 44' Diarra 45′ Ignjatović 66′ Lanzafame 88′ |

| ETO Park, Győr Nézőszám: 1 500 Játékvezető: Bognár Tamás (magyar) |

Továbbjutott a Győri ETO, 3–0-s összesítéssel.

## Ligakupa

### Csoportkör (A csoport)
| 1. forduló 2012. szeptember 5. 18:00 |

| Budapest Honvéd                | 0 – 3               | Győri ETO                                                    |
| ------------------------------ | ------------------- | ------------------------------------------------------------ |
| Hidi 50' Vécsei 50' Diarra 57' | (0 – 2) Jegyzőkönyv | Alekszidze 6' Dudás 29' Andrić 87' Pilibaitis 15' Tokody 78' |

| Bozsik József Stadion, Budapest Nézőszám: 200 Játékvezető: Becséri Dániel (magyar) |

| 2. forduló 2012. szeptember 12. 18:00 |

| Gyirmót                      | 1 – 2               | Budapest Honvéd                                   |
| ---------------------------- | ------------------- | ------------------------------------------------- |
| Magasföldi 71' 74' Fitos 41' | (0 – 1) Jegyzőkönyv | Délczeg 42' (11-esből) 51' Diarra 32′ Kemenes 84' |

| Ménfői út, Győr Nézőszám: 400 Játékvezető: Szőts Gergely (magyar) |

| 3. forduló 2012. október 10. 17:00 |

| Haladás                                                             | 3 – 3               | Budapest Honvéd                                         |
| ------------------------------------------------------------------- | ------------------- | ------------------------------------------------------- |
| Andorka 2' 6' (11-esből) Radó 18' Nagy 57' Farkas 76' Devecseri 89' | (3 – 1) Jegyzőkönyv | Faggyas 31' Hidi 76' Abass 84' Lovrić 5' Ignjatović 61' |

| Rohonci út, Szombathely Nézőszám: 400 Játékvezető: Kovács J. Zoltán (magyar) |

| 4. forduló 2012. október 13. 16:00 |

| Budapest Honvéd                              | 2 – 0               | Haladás                   |
| -------------------------------------------- | ------------------- | ------------------------- |
| Faggyas 33' Délczeg 87' Diarra 70' Abass 78' | (1 – 0) Jegyzőkönyv | Rózsa 30′ Korolovszky 78' |

| Bozsik József Stadion, Budapest Nézőszám: 200 Játékvezető: Varga László (magyar) |

| 5. forduló 2012. november 13. 17:00 |

| Budapest Honvéd              | 4 – 0               | Gyirmót |
| ---------------------------- | ------------------- | ------- |
| Vernes 2' 31' 40' Diarra 29' | (4 – 0) Jegyzőkönyv |         |

| Bozsik József Stadion, Budapest Nézőszám: 100 Játékvezető: Nagy Róbert (magyar) |

| 6. forduló 2012. december 5. 13:00 |

| Győri ETO                              | 2 – 2               | Budapest Honvéd    |
| -------------------------------------- | ------------------- | ------------------ |
| Đorđević 22' Kronaveter 72' Kamber 71' | (1 – 1) Jegyzőkönyv | Odia 37' Diaby 83' |

| ETO Park, Győr Nézőszám: 500 Játékvezető: Szilasi Szabolcs (magyar) |

### Az A csoport végeredménye
| Csapat          | M | Gy | D | V | G+ | G– | Gk  | P  |
| --------------- | - | -- | - | - | -- | -- | --- | -- |
| Győri ETO       | 6 | 3  | 2 | 1 | 18 | 8  | +10 | 11 |
| Budapest Honvéd | 6 | 3  | 2 | 1 | 13 | 9  | +4  | 11 |
| Haladás         | 6 | 1  | 2 | 3 | 11 | 18 | –7  | 5  |
| Gyirmót         | 6 | 1  | 2 | 3 | 11 | 18 | –7  | 5  |

### Negyeddöntő
| Első mérkőzés 2013. február 20. 17:00 |

| Pécsi MFC                                                       | 3 – 2               | Budapest Honvéd                               |
| --------------------------------------------------------------- | ------------------- | --------------------------------------------- |
| Grumić 8' 90′ Wittrédi 77' 89' Zeljkovič 45' Fodor 49' Nagy 51' | (1 – 1) Jegyzőkönyv | Diarra 33' 76' Lanzafame 72' 90' Martínez 35' |

| PMFC Stadion, Pécs Játékvezető: Vad II. István (magyar) |

| Visszavágó 2013. március 6. 18:00 |

| Budapest Honvéd                                    | 3 – 3               | Pécsi MFC                                                                 |
| -------------------------------------------------- | ------------------- | ------------------------------------------------------------------------- |
| Diarra 18' Živanović 22' Martínez 51' 42' Hidi 28' | (2 – 1) Jegyzőkönyv | Koller 16' 72' Horváth 48' Szatmári 61' Fodor 15' Lantos 36' Wittrédi 85' |

| Bozsik József Stadion, Budapest Játékvezető: Berger József (magyar) |

Továbbjutott a Pécsi MFC, 6–5-ös összesítéssel.

## Európa-liga

### Mérkőzések
1. selejtezőkör
| 2012. július 5. 20:30 |

| Flamurtari Vlorë    | 0 – 1               | Budapest Honvéd                                                         |
| ------------------- | ------------------- | ----------------------------------------------------------------------- |
| Arbëri 16' Mici 84' | (0 – 0) Jegyzőkönyv | Vernes 46' Johnson 24' Vernes 27' Ivancsics 53' Tchami 75' Baráth 90+4' |

| Flamurtari Stadion, Vlora Nézőszám: 6 246 Játékvezető: Sven Bindels (luxemburgi) |

| 2012. július 12. 20:30 |

| Budapest Honvéd                           | 2 – 0               | Flamurtari Vlorë |
| ----------------------------------------- | ------------------- | ---------------- |
| Vernes 45+1' 66' Tchami 57' Délczeg 90+3' | (1 – 0) Jegyzőkönyv | Lena 65'         |

| Bozsik József Stadion, Budapest Nézőszám: 1 708 Játékvezető: Vusal Aliyev (azeri) |

Továbbjutott a Budapest Honvéd, 3–0-s összesítéssel.

2. selejtezőkör
| 2012. július 19. 17:00 |

| Anzsi Mahacskala                  | 1 – 0               | Budapest Honvéd |
| --------------------------------- | ------------------- | --------------- |
| Jucilei 22' Zsirkov 43' Samba 90' | (1 – 0) Jegyzőkönyv |                 |

| Szaturn Stadion, Ramenszkoje Nézőszám: 5 000 Játékvezető: Álón Jefet (izraeli) |

| 2012. július 26. 18:30 |

| Budapest Honvéd       | 0 – 4               | Anzsi Mahacskala                                                 |
| --------------------- | ------------------- | ---------------------------------------------------------------- |
| Lovrić 55' Vernes 55′ | (0 – 1) Jegyzőkönyv | Eto’o 7' 81' Traore 53' Shatov 68' Tagirbekov 9' João Carlos 13' |

| Bozsik József Stadion, Budapest Nézőszám: 5 100 Játékvezető: Luca Banti (olasz) |

Továbbjutott az Anzsi Mahacskala, 5–0-s összesítéssel.